# Административное деление Бенина
В административном отношении Бенин разделён на 12 департаментов (фр. département), которые, в свою очередь, делятся на 77 коммун (фр. commune).
| №  | Название на русском | Название на французском | Административный центр | Число коммун | Площадь, км² | Население (2013), чел. | Плотност чел./км² | Карта |
| -- | ------------------- | ----------------------- | ---------------------- | ------------ | ------------ | ---------------------- | ----------------- | ----- |
| 1  | Алибори             | Alibori                 | Канди                  | 6            | 26 242       | 868 046                | 33,1              |       |
| 2  | Атакора             | Atacora                 | Натитингу              | 9            | 20 499       | 769 337                | 37,5              |       |
| 3  | Атлантический       | Atlantique              | Вида                   | 8            | 3 233        | 1 396 548              | 432,0             |       |
| 4  | Боргу               | Borgou                  | Параку                 | 8            | 25 856       | 1 202 095              | 46,5              |       |
| 5  | Коллин              | Collines                | Дасса-Зуму             | 6            | 13 931       | 716 558                | 51,4              |       |
| 6  | Куффо               | Couffo                  | Догбо-Тота             | 5            | 2 404        | 741 895                | 308,6             |       |
| 7  | Донга               | Donga                   | Джугу                  | 5            | 11 126       | 542 605                | 48,8              |       |
| 8  | Литораль            | Littoral                | Котону                 | 1            | 79           | 678 874                | 8 593,3           |       |
| 9  | Моно                | Mono                    | Локоса                 | 6            | 1 605        | 495 307                | 308,6             |       |
| 10 | Веме                | Ouémé                   | Порто-Ново             | 9            | 1 281        | 1 096 850              | 856,2             |       |
| 11 | Плато               | Plateaux                | Сакете                 | 5            | 3 264        | 624 146                | 191,2             |       |
| 12 | Зу                  | Zou                     | Абомей                 | 9            | 5 243        | 851 623                | 162,4             |       |

## Алибори
Крупнейший департамент Бенина. Находится на северо-востоке страны. Граничит с Буркина-Фасо и Нигером с севера, с Нигерией — с востока. На юге граничит с департаментом Боргу, на западе — с департаментом Атакора. Был выделен в 1999 из состава департамента Боргу. Административный центр — город Канди. Департамент включает 6 коммун:
- Баникоара (фр. Banikoara)
- Гогуну (фр. Gogounou)
- Канди (фр. Kandi)
- Каримама (фр. Karimama)
- Маланвиль (фр. Malanville)
- Сегбана (фр. Segbana)

## Атакора
Северо-западный департамент Бенина. Граничит с Того на западе и Буркина-Фасо на севере. На востоке граничит с департаментами Алибори и Боргу, на юге — с департаментом Донга. Самый гористый департамент Бенина. Главные города — Натитингу и Тангиета. В 1999 южная часть Атакоры была выделена в новый департамент — Донга. Административный центр — город Натитингу. Включает 9 коммун:
- Букомбе (фр. Boukombé)
- Кобли (фр. Cobli)
- Керу (фр. Kerou)
- Куанде (фр. Kouandé)
- Матери (фр. Matéri)
- Натитингу (фр. Natitingou)
- Пехунко (фр. Pehunco)
- Тангиета (фр. Tanguieta)
- Тукунтуна (фр. Toucountouna)

## Боргу
Находится в центральной части страны. Граничит на востоке с Нигерией; с департаментами: на севере — с Алибори, на северо-западе — с Атакора, на западе — с Донга и на юге — с департаментом Коллинз. Административный центр — город Параку. Включает 8 коммун:
- Бембереке (фр. Bembéréké)
- Калале (фр. Kalale)
- Ндали (фр. N'Dali)
- Никки (фр. Nikki)
- Параку (фр. Parakou)
- Перере (фр. Perere)
- Синенде (фр. Sinende)
- Чауру (фр. Tchaourou)

## Донга
Граничит на западе с Того; с департаментами: с Атакора на севере, с Боргу на востоке и с Коллинз на юге и юго-востоке. Был выделен из состава департамента Атакора в 1999. Административный центр — город Джугу. Включает 5 коммун:
- Басила (фр. Bassila)
- Джугу (город) (фр. Djougou Urban)
- Джугу (сельская коммуна) (фр. Djougou Rural)
- Копарго (фр. Copargo)
- Уаке (фр. Ouaké)

## Коллинз
Выделен в 1999 из состава департамента Зу. Граничит на западе с Того, на востоке — с Нигерией, на севере — с департаментами Боргу и Донга, на юге — с департаментами Зу и Плато. Административный центр — город Савалу. Включает 6 коммун:
- Банте (фр. Bantè)
- Глазуэ (фр. Glazoué)
- Даса-Зуме (фр. Dassa-Zoumè)
- Савалу (фр. Savalou)
- Саве (фр. Savè)
- Уэссе (фр. Ouèssè)

## Зу
Находится в южной части Бенина. Граничит на западе с Того и департаментом Куффо, на севере — с департаментом Коллинз, на востоке — с департаментом Плато, на юге — с департаментами Атлантический и Уэме. Административный центр — город Абомей. Включает 9 коммун:
- Абомей (фр. Abomey)
- Агбаннизун (фр. Agbangnizoun)
- Бохикон (фр. Bohicon)
- Джиджа (фр. Djidja)
- Загнанадо (фр. Zagnanado)
- Зодогбомей (фр. Zodogbomey)
- За-Кпота (фр. Za-Kpota)
- Кове (фр. Cové)
- Манала (фр. Manala)
- Уини (фр. Ouinhi)

## Плато
Находится в Южной части Бенина. Граничит на востоке с Нигерией, на севере — с департаментом Коллинз, на западе — с департаментом Зу, на юге и юго-западе — с департаментом Уэме. Административный центр — город Сакете. Состоит из 5 коммун:
- Аджа-Уэре (фр. Adja-Ouèrè)
- Ифанни (фр. Ifangni)
- Кету (фр. Kétou)
- Побе (фр. Pobè)
- Сакете (фр. Sakété)

## Куффо
Граничит с Того на западе, с департаментом Зу на востоке, на юго-востоке — с департаментом Атлантический, на юге — с департаментом Моно. Административный центр — город Догбо-Тота. Включает 5 коммун:
- Аплауэ (фр. Aplahoué)
- Джакотомей (фр. Djakotomey)
- Клуэканме (фр. Klouékanmè)
- Лало (фр. Lalo)
- Товиклин (фр. Toviklin)

## Моно
Находится в юго-западной части Бенина. В 1999 северные районы Моно были выделены в департамент Куффо. Граничит с Того на западе, с департаментом Куффо на севере и с департаментом Атлантический на востоке. На юге омывается водами залива Бенин. Административный центр — город Локоса. Подразделяется на 6 коммун:
- Атьеме (фр. Athieme)
- Бопа (фр. Bopa)
- Гранд-Попо (фр. Grand-Popo)
- Догбо (фр. Dogbo)
- Коме (фр. Comè)
- Уэйогбе (фр. Houéyogbé)

## Атлантический
Находится в южной части страны, на берегу залива Бенин. Граничит на западе с департаментами Моно и Куффо, на севере — с департаментом Зу, на востоке — с департаментом Уэме, на юго-востоке — с департаментом Литораль. Административный центр — город Уида. Включает 8 коммун:
- Абомей-Калави (фр. Abomey-Calavi)
- Аллада (фр. Allada)
- Зе (фр. Zè)
- Кпомассе (фр. Kpomassè)
- Со-Ава (фр. Sô-Ava)
- Тори-Боссито (фр. Tori-Bossito)
- Тоффо (фр. Toffo)
- Уида (фр. Ouidah)

## Литораль
Самый маленький и густонаселённый департамент Бенина. Административный центр и крупнейший город — Котону, который, а не официальная столица Порто-Ново, фактически, является экономическим и политическим центром страны. Граничит с департаментом Атлантический на западе и севере, с департаментом Уэме — на востоке. На юге омывается водами залива Бенин. В департаменте выделена одна коммуна, одноимённая городу.

 
 
 
 
 
 
 
 

## Уэме
Находится на юго-востоке страны. Граничит с Нигерией на юго-востоке; с департаментами: Плато — на востоке, Зу — на севере, Атлантический и Литораль — на западе. На юге омывается водами залива Бенин. Административный центр — столица государства город Порто-Ново. В департаменте выделено 9 коммун:
- Авранку (фр. Avrankou)
- Агегес (фр. Aguégués)
- Аджарра (фр. Adjarra)
- Аджоун (фр. Adjohoun)
- Акпро-Миссерете (фр. Akpro-Missérété)
- Бону (фр. Bonou)
- Дангбо (фр. Dangbo)
- Порто-Ново (фр. Porto Novo)
- Семе-Кподжи (фр. Sèmè-Kpodji)